# Euploea albomaculata
Euploea albomaculata är en fjärilsart som beskrevs av Van Eecke 1914. Euploea albomaculata ingår i släktet Euploea och familjen praktfjärilar. Inga underarter finns listade i Catalogue of Life.